# Tambusai Tengah
Tambusai Tengah is een bestuurslaag in het regentschap Rokan Hulu van de provincie Riau, Indonesië. Tambusai Tengah telt 6495 inwoners (volkstelling 2010).